# Zoë Wanamaker
Zoë Wanamaker (New York, 13 mei 1949) is een Amerikaans actrice, maar woont en leeft in Groot-Brittannië. Ze is de dochter van acteur Sam Wanamaker.
Ze is waarschijnlijk het meest bekend door haar rol als Madame Hooch in de film Harry Potter en de Steen der Wijzen en in de afgelopen jaren speelde ze de hoofdrol naast Robert Lindsay in de BBC-komedie My Family. Ze was tevens een van de tweeling in Gormenghast, een BBC-televisieverfilming van Mervyn Peakes trilogie, en in verschillende films, televisieprogramma's en toneelstukken.
Een succesvolle televisieserie waardoor ze ook in Nederland bekend werd was Love Hurts met Adam Faith. Recentelijk vertolkte ze nog de rol van antagonist als Cassandra in Doctor Who (2005 en 2006).